# 大村波彦
大村 波彦（おおむら なみひこ、1960年12月10日 - ）は、日本の俳優、シンガーソングライターである。本名同じ。愛知県名古屋市出身。身長174cm。血液型はB型。ステージUPスタジオに所属。

## 来歴
名古屋放送児童劇団出身。1974年よりNHK中学生日記に生徒役でレギュラー出演。
享栄高等学校卒業後、名古屋より上京。クラブで歌っていたところをスカウトされる。1979年（昭和54年）10月17日から放映を開始した日本テレビのテレビドラマ『あさひが丘の大統領』の男子生徒役「蟹江吾郎」役として出演し、翌1980年（昭和55年）度のブロマイド売上第6位、とアイドル的な人気を博した。
1980年8月1日コロムビアレコードより歌手としてデビュー。デビュー曲は自作曲「ドリーム・ロックンロールパワー」その他「ライフッフッフッ」「飛びかかれ時間に」と3枚のシングルレコードをリリースした。
その後『大捜査線』シリーズ追跡・南城刑事役で出演。NHK『今ぞ恋しき』主演。フジテレビ『ただいま放課後』3に出演など、数々の映画、舞台、ドラマなどに出演。個性的な演技が買われ、2005年 ハリウッド映画『イントゥ・ザ・サン』（ミンク監督　スティーブン・セガール主演）に、大沢たかおの手下のヤクザ役、タケシ役で出演。2006年　自主制作CD「陰と陽」発売。
2009年現在、ドラマ、舞台、映画などに出演する一方、長い芸歴を生かし、アクターズスクールの講師も勤める。10代の頃から作詞作曲も手がけ、自作の曲を中心に、シンガーソングライターとしてもライブハウス恵比寿天窓などでライブ活動中。

## 人物
- 父は劇団未来座を主宰していた大村一平[2]。兄と弟2人が居る[2]。
- 10代の頃より作詞作曲を手がけ、ギターも得意[5]。愛用ギターはovation1968
- 自動二輪免許を所有しており[5]、HONDA ADVでのツーリングが趣味[3]。
- 特技はボクシング、ムエタイ　尺八[5]。

## 出演

### 映画
- クララ白書 少女隊PHOON
- 無力の王
- ただひとたびの人
- 陽炎2
- 真・雀鬼18 死神と呼ばれた男
- 火火
- イントゥ・ザ・サン
- ハッピーバースデイ
- Happy Birthday(2005年 NETCINEMA.TV)
- 渋谷怪談 THE リアル都市伝説（2006年、ダイナモピクチャーズ）
- 嫌われ松子の一生（2006年、東宝）
- ジュテーム〜わたしはけもの（2008年、角川映画）
- バカリズム THE MOVIE（2012年） - 権藤久 役
- LOCO DD 日本全国どこでもアイドル（2017年） - ミラー 役
- 静かなるドン 新章

### Vシネマ
- スウィートルーム2（1993年）
- 新・百合族 先生、キスしたことありますか?（1994年） - 上野信男 役
- 凶銃・戻り道はない（1997年）
- 發の竜〜逆転の闘牌〜（2017年）全2作 - 竜誠會 水田一輝 役

### テレビドラマ
- 中学生日記（NHK）
  - 第80話「出会い」（1974年）
  - 第91話「先生の顔」（1974年）
  - 第107話「空っぽの椅子」（1974年）
  - 第127話「廊下の一時間」（1975年）
  - 第137話「少年」（1975年）
  - 第263話「翔べない青春」（1979年）
- あさひが丘の大統領（1979年、NTV） - 蟹江吾郎 役
- 大捜査線シリーズ 追跡（1980年、CX） - 南城刑事 役
- 太陽にほえろ!（東宝 / NTV）
  - 第414話「島刑事よ、永遠に」（1980年） - 今井昭夫 役
  - 第492話「傷だらけの勲章」（1982年） - 仲本清司 役
  - 第606話「マミーの挑戦」（1984年） - 笠松士郎 役
  - 第655話「左ききのラガー」（1985年） - 関口幸三 役
- ただいま放課後 第3シリーズ（1981年） - 東 役
- 火曜サスペンス劇場（NTV）
  - 炎の記憶（1982年8月17日） - 長尾洋次 役
  - 追跡4（1998年8月18日） - 佐伯昇 役
  - 北の警察署長（1998年9月15日） - 五十嵐憲一 役
  - 警部補 佃次郎7（1999年3月9日） - 久保伸夫 役
  - 新・女検事 霞夕子16（2000年7月25日） - 山中 役
  - 事件記者・三上雄太3（2005年9月27日） - 松木恒夫 役
- 噂の刑事トミーとマツ 第2シリーズ 第31話「死ね! かよわいギャルをだます奴」（1982年、TBS） - 森田 役
- 必殺シリーズ（ABC / 松竹）
  - 必殺仕事人III 第27話「暴力塾生にいじめられたのは順之助」（1983年04月15日、ANB / 松竹） - 黒川求馬 役
  - 必殺仕事人IV 第36話「主水 流れ星に願いをかける」（1984年） - 仙太郎 役
- 銀河テレビ小説 / 今ぞ恋しき（1983年、NHK） - 松見俊 役
- 大江戸捜査網 第632話「生か死か! 傷だらけの女豹」（1984年、TX） - 半次 役
- 誇りの報酬 第7話「女を追うなら徹底的に」（1985年、NTV / 東宝） - 日野
- 私鉄沿線97分署 第68話「新任刑事はダーティ・ハリー!?」（1986年、ANB）
- 刑事貴族 第3話「その時、標的は笑った」（1990年、NTV） - 中川恭一  役
- 火曜ミステリー劇場 / 豆腐屋直次郎の裏の顔1（1990年、ABC）
- 腕におぼえあり（1992年、NHK） - 武部幸之助 役
- 銭形平次 第4シリーズ 第12話「幽霊からの手紙」（1994年、CX）
- 江戸の用心棒 第1シリーズ 第7話「哀れ! 結び文の謎」（1994年、NTV） - 仙吉 役
- 暴れん坊将軍VII 第12話「仇討ち心中、盗まれた砂金」（1996年、NTV） - 作次郎※再放送は11話
- 御家人斬九郎 第3シリーズ 第4話「三十六人斬り」（1997年、CX / 映像京都） - 弥平 役
- 月曜ドラマスペシャル 水上署の源さん 東京運河 - 信州斑尾高原連続殺人事件（1999年、TBS） - 結城康孝
- 剣客商売（CX）
  - 第2シリーズ 第10話「雨の鈴鹿川」（2000年） - 天野兵馬 役
  - 第4シリーズ 第6話「誘拐」（2003年） - 繁造 役
- 水戸黄門（TBS / C.A.L）
  - 第29部 第2話「藩を揺がす贈り物 -水戸-」（2001年4月9日） - 矢野大三 役
  - 第32部 第16話「開かずの鍵が解いた謎 - 白河」（2003年12月1日） - 後藤希六 役
- 女と愛とミステリー 嘱託刑事・小山田昭平「旅路の果て」（2001年、テレビ東京） - 志賀辰男 役
- 昼の帯ドラマ / 真珠夫人（2002年、THK）
- 盤嶽の一生 第3話「津軽の男」（2002年、CX）- 次郎作 役
- 警視庁鑑識班2004（2004年、NTV）-　刑事 役
- ドラマ24 / メン☆ドル 〜イケメンアイドル〜（2008年、TX） - 加賀 役
- 土曜ワイド劇場（EX）
  - 棟居刑事の黙示録（2009年） - 大友勇介 役
  - 逆転報道の女（2012年） - 海老原剛志 役
- 新・警視庁捜査一課9係 season2 第9話（2010年8月25日、EX） - 松尾謙太郎 役
- 鬼平犯科帳スペシャル 見張りの糸（2013年5月31日） - 大沢弥平 役
- 金曜プレステージ / 名探偵 神津恭介〜影なき女〜（2014年3月14日、CX） - 森島信太郎 役
- 刑事7人 第3話（2015年7月29日、EX） - 大野吾郎 役
- そろばん侍 風の市兵衛（2018年） - 柳井宗秀 役

### バラエティー番組
- 霊感ヤマカン第六感（朝日放送）

### 舞台
- 劇団た組公演『博士の愛した数式』（2015年12月、ウエストエンドスタジオ） - 博士 役